# Acide mycophénolique
L' acide mycophénolique (abréviation : MPA) est un agent immunosuppresseur de la classe des antimétabolites, utilisé dans la prévention des rejets aigus de greffe en association à la ciclosporine et aux corticoïdes. C'est une inhibiteur de l'inosine mono-phosphate déshydrogénase (IMPD), enzyme impliquée dans la synthèse de novo des nucléotides guanidiques (purines).  
Le mycophénolate mofétil (MMF) est l'ester 2-morpholinoéthylique du MPA, une prodrogue transformé en métabolite actif par hydrolyse in vivo.

## Indication et posologie
L'acide mycophénolique est utilisé dans le traitement des prévention des rejets de greffe en association à la ciclosporine et aux corticoïdes.
Il s'administre par Voie orale. La dose recommandée, pour les patients de plus de 18 ans, est de 1 000 mg deux fois par jour pour une transplantation rénale et de 1 500 mg deux fois par jour pour une transplantation cardiaque ou hépatique. Il peut être pris au cours ou en dehors des repas au choix du patient mais une fois choisi le moment de prise doit être définitif. Afin de préserver l’intégrité de l’enrobage gastro-résistant, les comprimés ne doivent pas être écrasés. 
La mise en œuvre et le suivi du traitement doivent être effectués par des médecins habilités à prendre en charge des patients transplantés. 

## Mécanisme d'action
L'acide mycophénolique est un puissant inhibiteur de l'inosine monophosphate déshydrogénase (IMPDH) qui bloque la biosynthèse de novo des nucléotides puriques. Cela affecte principalement les lymphocytes et entraîne la suppression de la synthèse de l'ADN dans les cellules T et B. L'acide mycophénolique arrête le cycle cellulaire des lymphocytes T à l'interface G1/S et inhibe la prolifération des lymphocytes. De plus, il a été suggéré que l'acide mycophénolique supprime la production de cytokines en limitant le nombre de cellules productrices de cytokines. L'enrobage entérique des comprimés d'acide mycophénolique prévient le développement d'effets indésirables au niveau des voies gastro-intestinales supérieures en retardant la libération du médicament jusqu'à ce qu'il atteigne l'intestin grêle,.

## Contre-indication
Ce médicament possède plusieurs contre-indications :
- Femme en période d'activité génitale en l'absence de contraception efficace
- Femme susceptible d'être enceinte en l'absence d'un test de grossesse négatif
- Hypersensibilité à l'acide mycophénolique ou à ses sels
- Déficit en HGPRT (hypoxanthine-guanine phosphoribosyl-transférase
- Vaccins vivants atténués
- Grossesse
- Allaitement

## Effets indésirables
Les médicaments immunosuppresseurs, y compris l'acide mycophénolique, réduisent les mécanismes de défense de l’organisme pour l’empêcher de rejeter l’organe transplanté. De ce fait, votre organisme ne sera pas aussi efficace que d’habitude pour lutter contre les infections. Par conséquent, si vous prenez un immunosuppresseur, vous pourrez contracter plus d’infections que d’habitude, telles que des infections du cerveau, de la peau, de la bouche, de l’estomac et de l’intestin, des poumons et des voies urinaires.
Les effets indésirables les plus fréquents sont :
- Infections opportunistes (candidoses cutanéo-muqueuses, virémie ou syndrome à cytomégalovirus et herpès)
- Hématotoxicité (surveillance de la numération de la formule sanguine)
- Troubles digestifs (diarrhée, gastrite, ulcère gastro-intestinal)
- Céphalées, vertiges, somnolence, insomnie, vomissements